# Campionati europei di canoa/kayak sprint 2002
I Campionati europei di canoa/kayak sprint 2002 sono stati la 15ª edizione della manifestazione. Si sono svolti a Seghedino, in Ungheria.

## Medagliere
| Pos.   | Paese       | Oro | Argento | Bronzo | Totale |
| ------ | ----------- | --- | ------- | ------ | ------ |
| 1      | Ungheria    | 10  | 7       | 2      | 19     |
| 2      | Russia      | 4   | 2       | 4      | 10     |
| 3      | Germania    | 3   | 2       | 4      | 9      |
| 4      | Spagna      | 3   | 2       | 2      | 7      |
| 5      | Slovacchia  | 3   | 1       | 0      | 4      |
| 6      | Polonia     | 1   | 6       | 4      | 11     |
| 7      | Romania     | 1   | 3       | 2      | 6      |
| 8      | Svezia      | 1   | 0       | 1      | 2      |
| 8      | Regno Unito | 1   | 0       | 1      | 2      |
| 10     | Italia      | 0   | 2       | 1      | 3      |
| 11     | Rep. Ceca   | 0   | 1       | 2      | 3      |
| 11     | Bulgaria    | 0   | 1       | 2      | 3      |
| 13     | Norvegia    | 0   | 0       | 1      | 1      |
| 13     | Lituania    | 0   | 0       | 1      | 1      |
| Totale | Totale      | 27  | 27      | 27     | 81     |

## Podi

### Uomini
| Evento    | Oro                                                                      | Tempo    | Argento                                                                                         | Tempo    | Bronzo                                                                      | Tempo    |
| Canoa     |                                                                          |          |                                                                                                 |          |                                                                             |          |
| C1 200 m  | Maksim Opalev                                                            | 39"904   | Andrzej Jezierski                                                                               | 40"748   | Sándor Malomsoki                                                            | 40"988   |
| C1 500 m  | Maksim Opalev                                                            | 1'45"614 | Andreas Dittmer                                                                                 | 1'46"826 | Martin Doktor                                                               | 1'48"038 |
| C1 1000 m | Andreas Dittmer                                                          | 3'58"103 | Maksim Opalev                                                                                   | 3'58"979 | Stanimir Atanasov                                                           | 4'00"893 |
| C2 200 m  | Ungheria Miklós Buzál Attila Végh                                        | 36"899   | Rep. Ceca Petr Netušil Petr Fuksa                                                               | 36"971   | Romania Ionel Averian Mikhail Vartolomei                                    | 37"011   |
| C2 500 m  | Russia Sergej Ulegin Aleksandr Kostoglod                                 | 1'38"502 | Romania Silviu Simiocencu Florin Popescu                                                        | 1'39"650 | Germania Tomasz Wylenzek Christian Gille                                    | 1'40"866 |
| C2 1000 m | Romania Silviu Simiocencu Florin Popescu                                 | 3'38"607 | Polonia Marcin Kobierski Michał Śliwiński                                                       | 3'38"727 | Russia Sergej Ulegin Aleksandr Kostoglod                                    | 3'38"859 |
| C4 200 m  | Russia Sergej Ulegin Maksim Opalev Roman Kruglyakov Aleksandr Kostoglod  | 33"854   | Ungheria György Kolonics Sándor Malomsoki Gábor Iván László Vasali                              | 33"866   | Rep. Ceca Petr Procházka Petr Fuksa Jan Břečka Karel Kožíšek                | 34"322   |
| C4 500 m  | Ungheria Gábor Iván Sándor Malomsoki György Kozmann Béla Belicza         | 1'29"956 | Russia Alexei Volkonski Konstantin Fomichev Alexander Artemida Roman Kruglyakov                 | 1'30"424 | Romania Mikhail Vartolomei Samil Grigore Ionel Averian Iosif Anisim         | 1'30"640 |
| C4 1000 m | Ungheria Gábor Iván Ferenc Novák György Kozmann Béla Belicza             | 3'18"790 | Romania Ionel Averian Samil Grigore Iosif Anisim Mitică Pricop                                  | 3'20"146 | Russia Alexei Volkonski Dmitri Sergeev Konstantin Fomichev Roman Kruglyakov | 3'20"674 |
| Kayak     |                                                                          |          |                                                                                                 |          |                                                                             |          |
| K1 200 m  | Ronald Rauhe                                                             | 35"201   | Vince Fehérvári                                                                                 | 35"441   | Romas Petrukanecas                                                          | 35"621   |
| K1 500 m  | Ákos Vereckei                                                            | 1'36"868 | Petăr Merkov                                                                                    | 1'36"924 | Jovino Gonzalez Comesana                                                    | 1'37"440 |
| K1 1000 m | Tim Brabants                                                             | 3'34"148 | Adam Seroczyński                                                                                | 3'34"226 | Lutz Liwowski                                                               | 3'34"616 |
| K2 200 m  | Ungheria Róbert Hegedűs Vince Fehérvári                                  | 32"382   | Germania Tim Wieskötter Ronald Rauhe                                                            | 32"546   | Polonia Adam Wysocki Marek Twardowski                                       | 32"554   |
| K2 500 m  | Germania Tim Wieskötter Ronald Rauhe                                     | 1'26"971 | Ungheria Botond Storcz Zoltán Kammerer                                                          | 1'27"047 | Svezia Markus Oscarsson Henrik Nilsson                                      | 1'27"263 |
| K2 1000 m | Svezia Markus Oscarsson Henrik Nilsson                                   | 3'11"931 | Slovacchia Róbert Erban Juraj Kadnár                                                            | 3'13"545 | Norvegia Nils Olav Fjeldheim Eirik Verås Larsen                             | 3'13"665 |
| K4 200 m  | Slovacchia Rastislav Kužel Ladislav Belovič Martin Chorváth Juraj Lipták | 30"414   | Spagna Manuel Munoz Arestoy Jaime Acuna Iglesias Oier Aranzadi Aizpurua Aique Gonzales Comesana | 30"482   | Ungheria István Beé Gábor Horváth Vince Fehérvári Róbert Hegedűs            | 30"518   |
| K4 500 m  | Slovacchia Juraj Bača Erik Vlček Michal Riszdorfer Richard Riszdorfer    | 1'19"650 | Ungheria Róbert Hegedűs Zsombor Borhi Lajos Gyökös Roland Kökény                                | 1'20"278 | Italia Andrea Facchin Luca Piemonte Franco Benedini Antonio Rossi           | 1'20"350 |
| K4 1000 m | Slovacchia Juraj Bača Erik Vlček Michal Riszdorfer Richard Riszdorfer    | 2'51"446 | Ungheria Botond Storcz Roland Kökény Gábor Horváth Zoltán Kammerer                              | 2'52"748 | Bulgaria Milko Kazanov Ivan Hristov Petăr Merkov Yordan Yordanov            | 2'52"754 |

### Donne
| Evento    | Oro                                                                                 | Tempo    | Argento                                                                             | Tempo    | Bronzo                                                                            | Tempo    |
| Kayak     |                                                                                     |          |                                                                                     |          |                                                                                   |          |
| K1 200 m  | Teresa Portela Rivas                                                                | 40"319   | Aneta Pastuszka                                                                     | 40"563   | Rachel Train                                                                      | 41"227   |
| K1 500 m  | Katalin Kovács                                                                      | 1'47"343 | Josefa Idem                                                                         | 1'48"703 | Elżbieta Urbańczyk                                                                | 1'49"963 |
| K1 1000 m | Katalin Kovács                                                                      | 3'55"298 | Josefa Idem                                                                         | 3'57"842 | Katrin Wagner                                                                     | 3'59"432 |
| K2 200 m  | Spagna Sonia Molanes Costa Beatriz Manchón                                          | 37"145   | Polonia Joanna Skowroń Aneta Pastuszka                                              | 37"529   | Russia Galina Poryvaeva Natalia Goulii                                            | 37"637   |
| K2 500 m  | Polonia Joanna Skowroń Aneta Pastuszka                                              | 1'37"987 | Ungheria Kinga Bóta Szilvia Szabó                                                   | 1'39"087 | Spagna Sonia Molanes Costa Beatriz Manchón                                        | 1'39"795 |
| K2 1000 m | Ungheria Kinga Bóta Szilvia Szabó                                                   | 3'38"283 | Polonia Aneta Białkowska Joanna Skowroń                                             | 3'39"968 | Germania Manuela Mucke Nadine Opgen-Rhein                                         | 3'40"172 |
| K4 200 m  | Spagna Sonia Molanes Costa María Isabel García Teresa Portela Rivas Beatriz Manchón | 34"317   | Ungheria Nataša Janić Szilvia Szabó Kinga Bóta Tímea Paksy                          | 34"521   | Russia Galina Poryvaeva Marina Iatsun Natalia Gouliio Tatiana Tischenko           | 35"165   |
| K4 500 m  | Ungheria Kinga Bóta Szilvia Szabó Katalin Kovács Erzsébet Viski                     | 1'30"765 | Spagna Sonia Molanes Costa María Isabel García Teresa Portela Rivas Beatriz Manchón | 1'32"049 | Polonia Aneta Białkowska Aneta Pastuszka Joanna Skowroń Karolina Sadalska         | 1'33"077 |
| K4 1000 m | Ungheria Katalin Móni Tímea Paksy Alexandra Keresztesi Erzsébet Viski               | 3'21"280 | Romania Florica Vulpeş Alina Ciurescu Mariana Ciobanu Lidia Rusanescu               | 3'23"674 | Polonia Karolina Sadalska Dorota Kuczkowska Iwona Pyzalska Małgorzata Czajczyńska | 3'26"500 |